# Enzo Milioni
Enzo Milioni (* 18. Juli 1934 in Rom) ist ein italienischer Theater- und Filmregisseur, Dramatiker und Drehbuchautor.

## Leben
Milioni schrieb ab 1958 Theaterstücke; unter seinen ersten Arbeiten findet sich Un'arma per difendersi und La confessione. Bald etablierte er sich auch als Bühnenregisseur. Seine Komödie Tenerezza fand den Weg in viele Schauspielhäuser Europas und wurde vom Autor 1987 verfilmt. Zwischen 1971 und 1977 schrieb Milioni auch für eine Handvoll Filme das Drehbuch; für die Leinwand debütierte er 1978 mit dem erotischen Thriller La sorella di Ursula, dem andere Arbeiten für das Kommerzkino und eine Fernsehserie folgten. Seit den 1990er Jahren arbeitet Milioni fast ausschließlich wieder als Theaterregisseur.

## Filmografie (Auswahl)
- 1978: La sorella di Ursula
- 1989: Luna di sangue